# Einstellgebühr
Als Einstellgebühr oder nur Stellgebühr bezeichnet man eine Gebühr, die erhoben wird, wenn eine Sache an einem Ort gegen Entgelt aufbewahrt wird.

## Erhebung
Dies kann auf Fahrzeuge, Tiere in Stallhaltung oder lange lagernde Pakete zutreffen. Der Begriff wird auch im Internet verwendet, wenn ein bestimmter Inhalt auf einem Server gegen Gebühr veröffentlicht wird, beispielsweise auf Immobilienportalen oder von Internetauktionshäusern. Auch für Apps werden in der Regel Einstellgebühren verlangt.
Im Zusammenhang mit Kfz-Werkstätten gibt es den Begriff der sogenannten ortsüblichen Einstellgebühren die nach den Allgemeinen Geschäftsbedingungen vieler Werkstätten fällig werden, wenn ein Auto beispielsweise nach einer Reparatur oder einem Kauf nicht abgeholt wird.